# Mesochorus lydae
Mesochorus lydae är en stekelart som beskrevs av Julius Theodor Christian Ratzeburg 1848. Mesochorus lydae ingår i släktet Mesochorus och familjen brokparasitsteklar. Inga underarter finns listade i Catalogue of Life.